# Amaethon
Amaethon was een zoon van de godin Don en broer van Gofannon, Gwydion en Arianrhod. De kinderen van Don stonden bekend als de kinderen van het licht en zijn de Welshe versie van de Tuatha Dé Danann. 
Amaethons naam betekent 'ploeger, werkman' en hij was de Keltische god van de landbouw. Daarnaast wordt hij geassocieerd met wilde dieren en veeteelt. Hij wordt vaak gevierd tijdens de laatste nachten van de maandag augustus, wanneer de sterren net iets helderder schijnen en landbouwers dus meer tijd hadden om hun oogst binnen te halen. 
Volgens Keltische legende zou hij met magie een jachthond, een hert en een vogel hebben gestolen van Arawn, de heerser over de wereld Annwn. Hierdoor zou hij de Slag der Bomen of Cad Goddeu hebben veroorzaakt, de oorlog tussen Arawn en de kinderen van Dôn. Tijdens deze slag veranderde Amaethons broer Gwydion bomen in krijgers die mee konden strijden, waardoor Arawn de oorlog verloor.